# Billie Joe Armstrong
Billie Joe Armstrong (Oakland, Califòrnia, 17 de febrer del 1972) és el líder, vocalista i guitarrista de la banda estatunidenca Green Day i a més és qui escriu la majoria de les lletres de les cançons. En els seus discos també toca el piano, el saxòfon, la bateria, l'harmònica i la mandolina.

## Biografia

### Infància i adolescència
És el més jove d'una família de sis fills que vivien a Rodeo, California. El seu pare, Andy Armstrong, era un camioner i bateria de jazz que va morir de càncer d'esòfag quan ell tenia deu anys. La seva mare, Ollie, era cambrera en el restaurant Rod's Hickory Pit, on Billie i el seu col·lega Mike Dirnt també van treballar en la seva adolescència. El seu nom s'escriu amb "ie" (en femení), en comptes de Billy, perquè la seva mare quan va anar a fer la fitxa de naixement estava sota els efectes de la medicació, o com diu en les notes de "1,039/Smoothed Out Slappy Hours", la mare de Billie va escriure malament el seu nom en la fitxa de naixement perquè estava col·locada. És l'únic membre de la banda que utilitza el seu nom autèntic. Sent molt jove va anar a viure a una casa ocupada juntament amb el seu amic Mike Dirnt; allí va créixer i es va donar a conèixer en l'escena punk.
La passió per la música la tenia des de petit, quan al voltant dels cinc anys, la seva mare el portava a cantar i a repartir ous de Pasqua als malalts de l'hospital de Berkeley. Fins i tot va gravar un single en què sona un tros de la introducció de Maria a International Superhits, que es deia "Look For Love". En 1982 quan tenia deu anys va conèixer Mike Dirnt, en la cafeteria del col·legi, junts tocaven cançons d'Ozzy Osbourne, Def Leppard i Van Halen.
L'últim regal que va rebre del seu pare va ser la seva guitarra, a la qual va anomenar Blue, còpia d'una Fender Stratocaster; en concerts utilitza diverses rèpliques d'aquesta. Es caracteritza pel fet que té moltes calcomanies i BJ pintats en vermell.
Quan tenia 14 o 15 anys, era fan de les bandes de hard rock i heavy metall del moment, però els seus germans Allan i David seguien les bandes de punk de la zona. Quan a casa d'una amiga va escoltar "Holidays the Sun", la primera pista de l'àlbum Never Mind the Bollocks, Here's the Sex Pistols dels Sex Pistols, es va convertir en un "punk-rocker".
La primera cançó que va compondre va ser als 14 anys, "Why Do You Want Him", escrita en 1986, sobre la seva mare i l'home amb què aquesta estava sortint, i apareix en 1,039/Smoothed Out Slappy Hours.
Als 15 anys, ja era conegut per molts membres de la moguda "All Ages" (per a totes les edats) del punk de Gilman Street, a Berkeley; quan no el van deixar entrar a un concert de Operation Ivy per ser menor d'edat, un dels membres va sortir a buscar-lo perquè el deixessin entrar.

### La seva vida com a músic
En 1988, Billie va formar una banda que es deia Sweet Children amb el seu amic Mike Dirnt i un company de classe, Al Sobrante. Es van canviar el nom a Green Day al març de 1989, just abans de treure el primer EP "1,000 Hours", en Lookout! Records.
Es va casar amb Adrienne Nesser, amb qui va contreure matrimoni el 2 de juliol de 1994 en una cerimònia de 5 minuts al pati del darrere de casa seva. L'endemà de les noces, la núvia es va adonar que estava embarassada del primer fill, Joseph Marciano Armstrong, que va néixer al març de 1995, i tres anys després nasqué el segon fill, Jakob Danger al setembre de 1998. Billie i Adrienne són cofundadors de Adeline Records, un segell independent en el qual graven moltes bandes de l'àrea de la badia de San Francisco. Té projectes alternatius en la seva altra banda Pinhead Gunpowder que està sota el segell de Lookout! Records.
Ha tocat amb bandes com U2, The Influents, Corrupted Morals, Rancid, the Lookouts, Goodbye Harry, i Blatz. Armstrong està afiliat al Partit Llibertari de Califòrnia, encara que en les últimes eleccions presidencials de 2004 va mostrar el seu suport cap al candidat John Kerry, del Partit Demòcrata.
L'any 1994 durant una entrevista explicant el perquè de fer la gira amb Pansy Division, es va declarar bisexual, dient el següent: "Crec que sempre he estat bisexual. Vull dir, és una cosa que sempre m'ha interessat. Crec que tothom té fantasies sobre membres del propi sexe. Penso que tothom neix sent bisexual, i és només que els nostres pares i la societat més o menys ens porten a pensar "Oh, jo no puc". Diuen que és tabú. Tenim ficat al cap que és dolent, quan no ho és gens. És una cosa molt bonica". Li agrada jugar amb aquesta imatge, i és costum que en els seus concerts faci pujar un noi del públic a l'escenari i li faci un petó als llavis; o més recentment, va fer un petó al seu company de banda, Mike Dirnt. Tanmateix, va fer algunes declaracions quan el va entrevistar la revista People aclarint que no li agradava que hom opinés sobre si era bisexual. Va dir el següent: "Crec que no és problema de ningú la meva vida privada i el que jo vulgui fer amb ella, penso que un home no es defineix per la seva sexualitat si no per les coses que fa".

## Equipament
Billie ha utilitzat un amplificador Marshall Superlead modificat, i en el passat Hiwatt. En realitat solament utilitza Fender Stratocaster, com la "Blue" que li va regalar el seu pare, i aquestes Fenders són rèpliques de la seva primera guitarra, una Fernandes Strat. Actualment i des de la gravació de Warning té un contracte signat amb Gibson USA que li subministra totes les guitarres que utilitza excepte les Stratocaster abans esmentades, i normalment utilitza per als seus concerts la Gibson Les Paul Junior Billie Joe Armstrong dissenyada per ell mateix i personalitzada amb la seva signatura darrere de les clavilles de la guitarra.
Billie va rebre la seva primera guitarra, una Fender Stratocaster anomenada "Blue" als onze anys, com regal del seu pare, poc abans que aquest morís. Es caracteritza per ser una guitarra blau cel folrada amb paper de diari i adhesius i tenir les lletres "BJ" escrites en vermell amb pintura i estar arreglada amb cinta aïllant en una part, després d'una caiguda. Des de llavors va utilitzar aquesta guitarra per als seus primers àlbums i alguns vídeos ("Basket Case", "Stuck With Me", "Longview", "Geek Stink Breath" i "Minority"). També posseeix dues guitarres personalitzades: una construïda amb peces d'altres guitarres, a la que li diu "Frankenstein", i una Gibson Els Paul Junior, de la qual existeixen 3 models, creada en 2006.

## Col·laboracions
A més de Green Day, The Network i Pinhead Gunpowder, Armstrong ha estat sempre molt ocupat al món de la música. Ha coescrit lletres per als Go-gos ("Unforgiven"), i per a l'ex-vocalista d'Avengers, Penelope Houston ("The Angel and The Jerk" i "New Day"), i va compondre junt amb Tim Armstrong de Rancid la cançó "Radio". Amb Melissa Auf der Maur la cançó de Ryan Adams ("Do Miss America"). En l'àlbum Skull Ring de Iggy Pop va tocar junt a Green Day les cançons "Private Hell" i "Supermarket". Últimament ha gravat amb Elvis Costello un especial en VH1 que inclou les cançons "Basket Case", "Good Riddance (Time of Your Life)", "Wake Me Up When September Ends" i "The Saints Are Coming" en conjunt amb U2.